# Ромас Убартас
Ромас Убартас (лит. Romas Ubartas, нар. 26 травня 1960, Паневежис, Литовська РСР) — радянський та литовський легкоатлет, що спеціалізується на метанні диска, олімпійський чемпіон 1992 року, срібний призер Олімпійських ігор 1988 року, чемпіон Європи.

## Кар'єра
| Рік               | Змагання         | Місто                | Місце            | Примітки         |                  |
| Представник СРСР  | Представник СРСР | Представник СРСР     | Представник СРСР | Представник СРСР | Представник СРСР |
| ----------------- | ---------------- | -------------------- | ---------------- | ---------------- | ---------------- |
| 1986              | Чемпіонат Європи | Штутгарт, Німеччина  | 1                | 67.08 м          |                  |
| 1987              | Чемпіонат світу  | Рим, Італія          | 6                | 65.50 м          |                  |
| 1988              | Олімпійські ігри | Сеул, Південна Корея | 2                | 67.48 м          |                  |
| 1990              | Чемпіонат Європи | Спліт, Югославія     | 5                | 63.70 м          |                  |
| Представник Литва |                  |                      |                  |                  |                  |
| 1992              | Олімпійські ігри | Барселона, Іспанія   | 1                | 65.12 м          |                  |
| 1993              | Чемпіонат світу  | Штутгарт, Німеччина  | —                | DSQ              |                  |
| 1998              | Чемпіонат Європи | Будапешт, Угорщина   | 9                | 61.66 м          |                  |
| 1999              | Чемпіонат світу  | Севілья, Іспанія     | 27 (кв.)         | 58.49 м          |                  |
| 2000              | Олімпійські ігри | Сідней, Австралія    | 27 (кв.)         | 60.50 м          |                  |
| 2001              | Чемпіонат світу  | Едмаонтон, Канада    | 14 (кв.)         | 61.49 м          |                  |